# Würzburg Dragons
Die Würzburg Dragons waren ein Verein für Juniorinnen- und Frauenfußball, organisiert im Hauptverein Sportclub Würzburg. Für seine Nachwuchs- und Bildungsarbeit im Bereich des Juniorinnen- und Frauenfußballs gewann der Verein mehrere Preise und bot Leistungsfußball für Juniorinnen und Frauen ab der U8 bis zu den Frauenteams an. Seit 2020 ist der Mädchen- und Frauenfußball der Würzburg Dragons im eigenständigen Verein FC Würzburger Kickers Mädchen- und Frauenfußball e. V. organisiert.

## Geschichte
Der Hauptverein SC Würzburg wurde als SC Heuchelhof im Jahr 1974 als Stadtteilverein gegründet und am 17. Mai 2018 in Sportclub Würzburg Heuchelhof umbenannt. Die Abteilung für Juniorinnen- und Frauenfußball entstand im Jahr 2010 mit einem ersten Schnuppertraining, an dem gerade einmal vier Mädchen teilnahmen. Seither war der Mädchenfußball im Verein stetig gewachsen und umfasste mehr als 140 aktive Spielerinnen von der U8 (G-Jugend) bis hin zur U17 (B-Jugend) und ab der Saison 2016/17 den Frauen (siehe dazu Klasseneinteilung im Sport; Stand: September 2016). Im Jahr 2012 wurde in Anlehnung an den Sponsor Dragon Sport der Mädchen- und Frauenfußball zunächst in Heuchelhof-Dragons, ab 2018 dann Würzburg-Dragons umbenannt. Der Mädchen- und Frauenfußball des Vereins war seither regional und überregional unter dem Namen „Würzburg Dragons“ bekannte. Ab der Saison 2018/19 wurden die Frauenteams und die U17-Juniorinnen des ETSV Würzburg aufgrund der fehlenden Finanzierbarkeit übernommen.
2020 löste sich die Abteilung für Mädchen- und Frauenfußball vom SC Würzburg gründete sich als eigenständiger Verein unter dem Markendach der Würzburger Kickers. Seit der Saison 2020/21 wird der Fußball der Dragons im Spielbetrieb als FC Würzburger Kickers Mädchen- und Frauenfußball e. V. geführt.

## Besonderheiten
Die Würzburg Dragons waren laut Studie des Bayerischen Fußball-Verbands der einzige Verein in ganz Bayern, der über ein U8- und U10-Team verfügt, in dem nur Mädchen spielen und die im Ligabetrieb nur gegen Jungenmannschaften antrat.

## Profilbildung im Leistungsfußball
Erste überregionale Erfolge erzielen die Würzburg-Dragons mit Spielerinnen der U12-Juniorinnen, die im Jahr 2017 mit dem Wirsberg-Gymnasium die Bayerische Schul-Meisterschaft gewannen und zehnte der Deutschen Schulmeisterschaft wurden. Auch können die U13-Juniorinnen ein Jahr später den dritten Platz der Bayerischen Hallenmeisterschaften erringen. Im Juli 2018 kamen dann die Leistungsteams des ehemaligen Frauen-Zweitligisten ETSV Würzburg hinzu. Der ETSV musste seine Abteilung für Mädchen- und Frauenfußball aus finanziellen Gründen auflösen und hat die Spielklassen der U17-Juniorinnen sowie der Frauen (beide Bayernliga) an die Würzburg-Dragons übertragen.

## Auszeichnungen und Preise

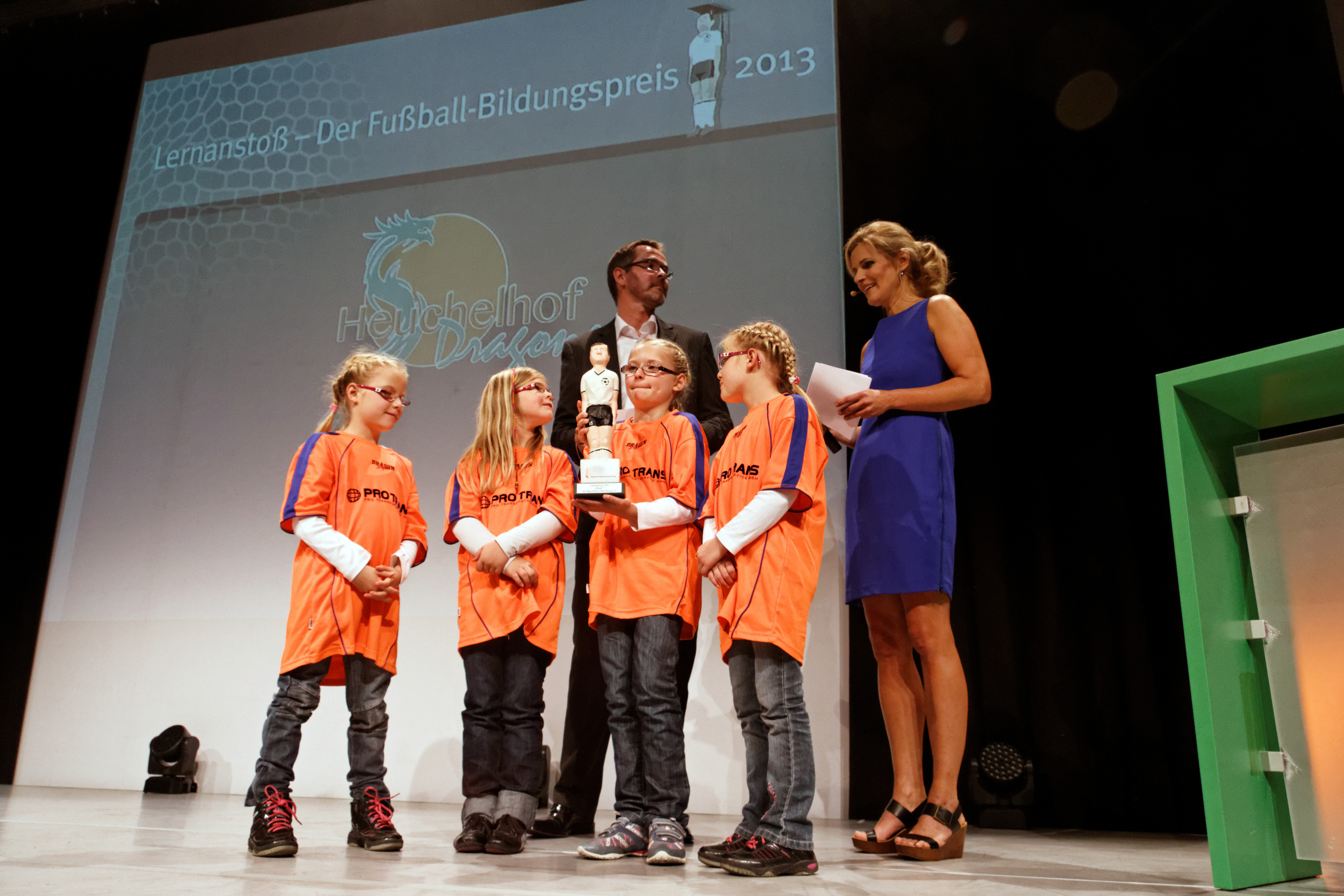
Verleihung des Fußball-Kulturpreises 2013 durch Katrin Müller-Hohenstein

Für dieses Konzept zur sportlichen und Bildungsförderung von Mädchen mit Migrationshintergrund wurden die Heuchelhof Dragons mehrfach mit nationalen Preisen ausgezeichnet:
- 2012 – „Ausgewählter Ort 2012“ im Wettbewerb „365 Orte im Land der Ideen“
- 2012 – Auszeichnung „Quantensprung 2020“ als innovativer Verein durch den Bayerischen Landes-Sportverband
- 2013 – Fußball-Kulturpreis „Lernanstoß“ durch die Deutsche Akademie für Fußball-Kultur
- 2013 – Integrationspreis der Regierung von Unterfranken
- 2014 – SportRegio-Preis der PSD-Bank Nürnberg
- 2014 – Ehrenamtspreis „Zeichen Setzen“ der MainPost
- 2014 – Julius-Hirch-Preis des DFB
- 2015 – Wirkt-Siegel von Phineo
- 2015 – Großer Stern in Bronze des DOSB und Bayerischer Publikumspreis der Sterne des Sports

Ferner haben es die Würzburg Dragons bereits zwei Mal auf die Shortlist des vom Deutschen Fußball-Bund vergebenen Integrationspreis geschafft. Für die gesamte Nachwuchsarbeit erhielt der Verein die Sepp-Herberger-Medaille des DFB sowie für die Arbeit gegen Rassismus im Jahr 2014 den Julius-Hirsch-Preis des DFB.

## Schirmherrschaft und Förderung
Im Jahr 2012 wurden die Würzburg Dragons durch die ehemalige Nationalspielerin und Weltmeisterin Steffi Jones mit dem Preis „Ausgewählter Ort“ geehrt. Seit 2013 haben die Bundestagsvizepräsidentin Claudia Roth, die WDR-Moderatorin Shary Reeves („Wissen macht Ah!“) sowie die von Sport1 und Telekom-Sport bekannte Moderatorin Nele Schenker die Schirmherrschaft für die Dragons übernommen.

„Egal, wo ihr herkommt – für den SC Würzburg seid ihr einfach ein Team! Ihr liegt eurem Stadtteilverein am Herzen! Ist doch klar, dass ich als ehemalige Bundesliga-Spielerin dieses Projekt unterstütze.“

„Die Würzburg-Dragons haben mit ihrem Integrationskonzept gezeigt, wie ein ganzheitlicher Ansatz aussehen kann. Dafür gab es zurecht den Bildungspreis der Deutschen Akademie für Fußballkultur.“

Die sozialen Projekte der Würzburg Dragons waren u. a. durch die Sparkasse Mainfranken, die VR Bank Würzburg, die Dirk-Nowitzki-Stiftung, den Lions-Club, die Frauennetzwerke Zonta sowie Soroptimist International und zahlreiche private Unterstützer gefördert. Ferner waren die Würzburg Dragons Stützpunktverein Integration durch Sport des Deutschen Olympischen Sportbundes.

## Kooperationspartner
Für die gezielte Förderung talentierter Mädchen hatten die Würzburg Dragons gemeinsam mit drei anderen Vereinen sowie dem Sportzentrum der Universität Würzburg das Nachwuchsförderzentrum für Juniorinnen Unterfranken gegründet, das seit der Saison 2013/14 talentierte Spielerinnen fördert. Ab 2017 arbeiteten die Würzburg Dragons bei der Förderung von Spielerinnen eng mit dem Frauenfußball der TSG 1899 Hoffenheim und des VfL Wolfsburg zusammen. Für die Lernförderung kooperierte der Verein mit der Bildungsforschung an der Universität Würzburg. Im Bereich der Kita- und Schul-AGs arbeiteten die Dragons mit den Bildungseinrichtungen im Stadtteil zusammen.